# Матецький Володимир Леонардович
Володи́мир Леона́рдович Матецький (нар. 14 травня 1952, Москва) — радянський і російський композитор, продюсер, радіоведучий, віце-президент авторського Ради Російського авторського товариства.

## Біографія

### Початок. «Вдале придбання»
Володимир Леонардович Матецький народився 14 травня 1952 року в Москві. У дитинстві Володя Матецький навчався музики у Софії Мойсеївни Карпиловської, вчителькою якої, в свою чергу, була Олена Фабіанівна Гнєсіна. Основною спеціальністю Володі було фортепіано, але під впливом «Beatles» він освоїв і гітару.
Навчався в школі № 57, поглиблено вивчав англійську мову, закінчив художню школу, фізико-математичну школу при Бауманському інституті.
З кінця 1960-х років Володимир Матецький виступав у складі різних рок-гуртів як клавішник, гітарист та бас-гітарист, а також почав складати пісні — спочатку англійською мовою.
Після школи вступив до Московського інституту сталі і сплавів, де навчався з 1969 по 1974 рік.
У студентські роки Матецький став бас-гітаристом групи «Вдале придбання», в репертуарі якої, крім визнаних хітів, стали з'являтися і його пісні. З «Вдалим придбанням» Матецький виступав на «сейшенах» і на рок-фестивалях. Матецький та інші учасники «Вдалого придбання» потім співпрацювали зі Стасом Наміним. Перший грамзапис Володимира Матецького на фірмі «Мелодія» — в міньйоні «Старий рояль».
У 1977 році «Вдале придбання» записує декілька музичних заставок в ДДРЗ для «Голос Росії». У записі також взяв участь Андрій Макаревич, з яким Матецький неодноразово виступав спільно. Редактори радіостанції Михайло Таратута і Михайло Осокін запропонували групі продовжити записи. Щоб уникнути проблем з владою, на радіо група записується під назвою «Глобус» (як ансамбль, що виконує зарубіжні пісні). Репетиційна база переїжджає на вулицю 1905 року в будинок газет «Московська правда» і «Московський комсомолець». «Вдале придбання» виступає в ресторані «Сосновий бір» (Гірки, 10). Володимир Матецький пішов з групи і почав брати приватні уроки композиції.

### Композитор
Після розставання з «Вдалим придбанням» Матецький став співпрацювати з різними виконавцями як композитор. Перші його пісні, що вийшли в запису, — «Фортуна» у виконанні групи «Аракс» і «Більше не зустріч» у виконанні групи «Карнавал». Після цього пісні Матецького стали виконувати «Веселі хлопці», ВІА «Лийся, пісня», Гелена Вондрачкова, Яак Йоала, Катерина Семенова. У 1983 році вийшов магнітоальбом «Бананові острови», записаний ансамблем «Веселі хлопці», випущений спільно з Юрієм Чернавським. Пісні з альбому «Здрастуй, хлопчик Бананан», «Робот», «Зебра» здобули популярність, так і не з'явившись у теле- або радіоефірі (з піснею «Робот» Матецький і Чернавський брали участь у зйомках передачі «Пісня-83», але номер в підсумку був вирізаний). Сам Матецький пізніше згадував: 
|  | «Банани» були буквально на межі, в п'яти хвилинах від того, щоб опинитися «взятими в колоду» засобами масової інформації. І хто знає, що б сталося, вийди цей альбом на платівці. Йому не вистачило трішки щастя. |

Наприкінці 1985 року Володимир Матецький на замовлення телебачення написав для Софії Ротару та Яака Йоали пісню «Лаванда», що зберігала популярність всю другу половину 1980-х і першу половину 1990-х років.
Надалі Володимир Матецький написав для Софії Ротару такі пісні, як «Луна, Луна», «Было, но прошло», «Дикие лебеди», «Хуторянка», «Твои печальные глаза», «Засентябрило», «Лунная радуга», «Звёзды как звёзды».
У 1988 році на прохання режисера Василя Пічула Володимир Матецький взявся написати музику і пісні до фільму «Маленька Віра». Робота була виконана в гарячковому темпі, але потім вихід фільму на екран затримувався через конфлікт із цензорами. У результаті фільм вийшов у прокат не лише в СРСР, але й на Заході, а у Франції був випущений диск із саундтреком до нього. Після «Маленької Віри» Матецький працював з Пічулом над стрічками «У місті Сочі темні ночі» та «Мрії ідіота».
У кінці 1980-х років Володимир Матецький завдяки знанню англійської став координатором «саміту» американських і радянських композиторів під гаслом «Music Speaks Louder Than Words» з радянської сторони. За підсумками зустрічі фірма «Epic Records» випустила альбом спільних пісень авторів з двох країн; пісні Матецького увійшли в нього у виконанні Патті Лабель та Енн Мюррей. Після цього він прийняв пропозицію про спільну роботу від продюсера Дезмонда Чайлда.
Володимир Матецький пише пісні для молодих виконавців, яким допомагають здобути популярність його шлягери. Серед таких виконавців:
- Влад Сташевський («Позови меня в ночи»)
- Катя Лель (Огни")
- Микита («Однажды»)
- Данко («Малыш»)

У 1993 році Володимир Матецький відкриває свою студію звукозапису, що проіснувала до 2000 року. На ній записувалися Софія Ротару, Влад Сташевський, Сергій Бєліков, Вадим Казаченко, Олег Газманов, Стас Михайлов, Володимир Пресняков-старший, Роксана Бабаян, Володимир Маркін, Анка, Катя Лель, Аркадій Хоралів, Віка Циганова, Олександр Малінін, Любов Успенська.
Матецький і далі пише музику для кіно й телебачення. Серед його робіт у цій сфері — музика до короткометражного фільму Юрія Гримова «Чоловічі одкровення», музичне оформлення передач каналів ТВЦ та ОРТ. З 2008 по 2012 рік вів на радіостанції «Срібний дощ» програму «Слова і музика Володимира Матецького». В кінці 2009 року записав роль Блокнота в радіоспектаклі за казкою Олександра Коротича «Жужа. Подорож драндулета».
Серед поетів, з якими працював Володимир Матецький, — Михайло Шабров («Лаванда», «Автомобили», «Было, но прошло», «Луна-луна», «Дикие лебеди», «Караван любви», «В городе Сочи», «Хуторянка»), Ігор Кохановський («Больше не встречу», «Только с тобой»), Михайло Таніч («Да-Да-Да-да», «Чертаново», «Ожидание любви», «Песня нашего лета», «Одесса»), Валерій Сауткін («Шутовское королевство», «Пока не кончен путь»), Ліліана Воронцова («Ночной мотылёк», «На седьмом небе», «Как чужие», «Я тобой называю звёзды»), Ігор Шаферан («Эверест», «Радио-лучше всего», «Я жду почтальона»), Олександр Шаганов («Скамейка в парке», «Свитерок»), Ілля Резник («Позови меня в ночи»), Михайло Файбушевич («Как бы не так», «Если ты меня ждёшь», «Я касаюсь губ твоих», «Лунная радуга», «Фонари»), Карен Кавалерян («Глаза чайного цвета», «Танцы двух теней», «Спичка»). На початку 2007 року став співавтором нового альбому групи «Машина часу», записаного в лондонській студії «Abbey Road». Продюсував групу «Гіркий мед».
Володимир Матецький займає пост віце-президента Авторської ради Російського авторського товариства (до 2003 року очолював цю структуру). Постійний член журі російських конкурсів, в тому числі по відбору на Євробачення. Одружений, має двох дітей, живе і працює в Москві.
У січні 2015 року написав спільно зі Стасом Михайловим та Леонідом Гуткіним на вірші Михайла Андрєєва пісню «Заборонена любов» до серіалу «Останній Яничар», а також написав спільно з Леонідом Гуткіним на вірші Дениса Майданова пісню «Акапелла душі» до серіалу «Світло і тінь маяка». Став одним із співавторів пісні «A Million Voices», виконаної на «Євробаченні-2015» Поліною Гагаріною.

## Досягнення та нагороди
- «Овація» — премія 1997 року за «шлягер року» («Поклич мене в ночі», вик. Влад Сташевський)
- «Пісня року» — лауреат всіх фестивалів, починаючи з 1986 року
- Чарт «МУЗ-ТВ» — у 2000 році пісня «Малюк» у виконанні Данко залишалася в чарті протягом рекордних 32 тижнів.

## Родина
- Дружина Ганна Юріївна Матецька (нар. 15 лютого 1966), двоє дітей — син Леонід Матецький (нар. 2001) та дочка Марія (д. Матецька) (нар. 17 жовтня 1987) одружена, закінчила МДІМВ, факультет міжнародного права.[8]

## Творчість

### Музика до заставок телепередач
Велика частина з перерахованих передач, до яких Володимир Матецький писав музичні треки, що виходила в ефір на каналі ТВЦ:
- «L-клуб» (1993—1995)
- Заставки і перебивання ТВЦ («Серіал», «Реклама», «Кіно», «Кіносеріал», «Спорт», «Музика», «Дивіться на каналі») (1999—2001)
- Програма передач ТВЦ (1999—2003)
- «Настрій» (1999—2001)
- «Події» (1999—2001)
- «Петрівка, 38» (1999—2006)
- «Дата» (1999—2004)
- «Ділова Москва» (1999—2001)
- «Грані» (1999—2000)
- «З ранку пізніше» (1999—2000)
- «Тиждень» (1999—2000)
- «Секретні матеріали» (1999—2004)
- «Спортивний експрес» (1999—2003)
- «Пізня вечеря» (1999—2005)
- «Особлива папка» (1999—2003)
- «Обличчям до міста» / «Обличчям до людей» (1999—2001)
- «Версти» (2000—2003)

Був композитором популярного рекламного ролика вентиляторного заводу «Мовен» (1991), відомого фразою «Вам пора і вам пора з вентиляторним заводом укладати договори!».